# Tubular Bells
| Recensione | Giudizio |
| ---------- | -------- |
| AllMusic   |          |

Tubular Bells è il primo album in studio del musicista britannico Mike Oldfield, pubblicato nel 1973 dalla Virgin Records.

## Storia
È stato il primo album pubblicato dall'etichetta Virgin Records nel 1973. Una versione remix è uscita nel cofanetto Mike Oldfield Boxed, con il brano The Sailor's Hornpipe di maggiore durata e una parte finale con un racconto comico narrato da Viv Stanshall.
Una parte del tema iniziale ed un altro breve estratto dalla prima parte furono utilizzati dal regista William Friedkin nel film L'esorcista, il che diede all'album una notevole pubblicità arrivando a vendere oltre 13 milioni di copie.
Oldfield ha poi realizzato negli anni novanta altri tre album ispirati a questo, Tubular Bells II (1992), Tubular Bells III (1998) e The Millennium Bell (1999); nel 2003 ha poi pubblicato Tubular Bells 2003, una nuova registrazione, realizzata con tecnologia interamente digitale, utilizzando la versione originale solo come riferimento, rispettandone fedelmente la partitura.
Una versione dal vivo dell'opera, registrata durante il tour del 1979 e pubblicata nell'album Exposed. La parte iniziale di Crises dall'omonimo album è di chiara derivazione dell'inizio di Tubular Bells Part One, e Oldfield ha utilizzato nuovamente la voce del Piltdown Man nel brano Five Miles Out.
Un filmato con una versione live di studio della prima parte della suite è stato inoltre pubblicato nel DVD Elements: si tratta di una registrazione effettuata negli studi della BBC per il programma Second House, con la presenza - oltre che dello stesso Oldfield - di vari musicisti legati all'entourage della Virgin o comunque della scena musicale di Oldfield, tra cui Steve Hillage e Pierre Moerlen dei Gong, Fred Frith, Geoff Leigh, John Greaves e Tim Hodgkinson degli Henry Cow, Mick Taylor dei The Rolling Stones, Mike Rutledge e Karl Jenkins dei Soft Machine.

## Pubblicazione
L'album è stato pubblicato nel 1973 dalla Virgin Records in vari formati, compresi LP, musicassetta, Stereo8 e bobina magnetica aperta (reel-to-reel). La prima edizione in vinile (V2001) si caratterizza per l'etichetta Virgin bianca; in seguito è stata ripubblicata con il medesimo numero di catalogo, ma con l'etichetta Virgin colorata. Un'edizione da collezione, su picture disc riportante l'immagine della copertina, venne pubblicata alla fine degli anni settanta (VP 2001).
Agli inizi degli anni ottanta è stata edita sempre su etichetta Virgin con un diverso numero di catalogo (OVED 97) e l'etichetta verde e rossa. Nel 1997 la EMI ha ripubblicato Tubular Bells in una collana dedicata al centenario della casa editrice inglese, con un'edizione su vinile a 180 g incisa da master originale metallico. Più recentemente, la casa discografica statunitense Classic Records ha edito l'LP, ancora in versione a 180 grammi.
In CD l'album è stato pubblicato una prima volta nel 1983; in seguito, è stata pubblicata un'edizione rimasterizzata nel cofanetto quadruplo Elements; una successiva rimasterizzazione operata da Simon Heyworth è stata pubblicata in occasione del venticinquennale dell'uscita, con una lussuosa confezione a libretto. Una successiva rimasterizzazione è stata pubblicata in Super Audio CD, in CD ibrido. Agli inizi del 2000 ne è stata presentata un'ulteriore rimasterizzazione con la tecnologia HDCD. Quest'ultima è stata pubblicata anche in Giappone (VJCP-68665, 2004 e quindi 2007), con una pregevole copertina in cartone che riproduce fedelmente in miniatura l'artwork originale.
Infine, nel 2009, scaduti i diritti della Virgin sull'opera, Oldfield ha presentato una Definitive Edition di Tubular Bells, con un nuovo missaggio che rivela tutti i complessi intrecci strumentali della suite.
In anni più recenti è stato inoltre reso disponibile anche in download digitale.
Una versione orchestrale dell'opera venne registrata dal vivo alla Royal Albert Hall e pubblicata nel 1974 dalla Virgin con il titolo The Orchestral Tubular Bells. Questa versione venne interpretata dalla Royal Philharmonic Orchestra diretta da David Bedford e con Oldfield stesso impegnato nelle parti di chitarra solista. L'incisione venne pubblicata in LP, musicassetta e Stereo8 e, successivamente, in varie versioni in CD.

## Riconoscimenti
Nel giugno del 2015 la rivista Rolling Stone ha collocato l'album alla diciassettesima posizione dei 50 migliori album progressive di tutti i tempi.

## Tracce
Lato A
1. Tubular Bells, Part One – 25:30 (Mike Oldfield)

Lato B
1. Tubular Bells, Part Two – 23:22 (Mike Oldfield)

## Formazione
Prima parte
- Mike Oldfield – pianoforte, glockenspiel, organo Farfisa, basso, chitarra elettrica, speed guitar, taped motor drive amplifier organ chord, mandolino stile chitarra, fuzz guitar, percussioni assortite, chitarra acustica, flagioletto, honky-tonk, organo Lowrey, campane tubolari
- Viv Stanshall – Master of Ceremonies
- Jon Field – flauti
- Lindsay Cooper – contrabbasso
- Nasal Choir – coro nasale
- Mundy Ellis, Sally Oldfield – coro femminile

Seconda parte
- Mike Oldfield – chitarre elettriche, organo Farfisa, basso, chitarre acustiche, pianoforte, chitarra speed elettriche, organo Lowrey, concerto di timpani, chitarra stile gaita, voce alterata (uomo di Piltdown nei crediti), organo Hammond, chitarra spagnola, cori moribondi
- Mundy Ellis, Sally Oldfield – coro femminile
- Manor Choir (diretto da Mike Oldfield) – coro bootleg
- Steve Broughton – batteria

## Vendite
| Paese       | Vendite    |
| ----------- | ---------- |
| Regno Unito | 2.630.000+ |